# Георгова къща (Георги Георгов)
 Тази статия е за къщата на Георги Георгов.  За къщата на брат му Иван вижте Георгова къща (Иван Георгов).  
Георговата къща e известна архитектурна постройка в центъра на София на адрес булевард „Дондуков“ № 13 (алтернативна номерация 45). Обявена е за паметник на културата с местно значение в „Държавен вестник“, брой 40 от 1978 година (№ 431).

## История
Сградата е построена преди 1878 година като част от групата постройки по улица „Тетевенска“ (днес „Будапеща“), известни като Тетевенските ханове в махалата Капано. Постройката служи за хан и кръчма, собственост на Павлов. Къщата е закупена от видния общественик и политик Георги Георгов, който около 1885 – 1890 година я достроява – построена е нова предна част на улица „Дондуков“ и е обновена предната фасада на старата част. Сградата се отличава с оригинална фасада с богата пластична декорация, на която доминират кръгла ъглова еркерно издадена кула, завършваща с купол с форма на пресечен конус, който изкусно е обримчен с парапет от ковано желязо, наподобяващ корона. Фасадата има лоджия и едри арки.